# Rhizomyia fraxinifolia
Rhizomyia fraxinifolia är en tvåvingeart som först beskrevs av Ephraim Porter Felt 1907.  Rhizomyia fraxinifolia ingår i släktet Rhizomyia och familjen gallmyggor.
Artens utbredningsområde är New Jersey. Inga underarter finns listade i Catalogue of Life.